# Alpraham
Alpraham är en by i civil parish Alpraham and Calveley, i distriktet Cheshire East, i Storbritannien. Den ligger i grevskapet Cheshire och riksdelen England, i den södra delen av landet, 250 km nordväst om huvudstaden London. Alpraham var en civil parish 1866–2023 när blev den en del av Alpraham and Calveley. Civil parish hade 407 invånare år 2011. Byn nämndes i Domedagsboken (Domesday Book) år 1086, och kallades då Alburgham.